# Latoya Greaves
Latoya Greaves (* 31. Mai 1986 in Kingston) ist eine ehemalige jamaikanische Hürdenläuferin, die sich auf die 100-Meter-Distanz spezialisiert hat. 

## Sportliche Laufbahn
Erste internationale Erfahrungen sammelte Latoya Greaves bei den CARIFTA Games 2001 in Bridgetown, bei denen sie in 14,25 s die Silbermedaille über 100 m Hürden in der U17-Altersklasse gewann. Im Jahr darauf siegte sie bei den CARIFTA Games in Nassau in 14,14 s über 100 m Hürden sowie in 42,69 s auch über 300 m Hürden in der U17-Altersklasse und 2003 gewann sie bei den Jugendweltmeisterschaften im kanadischen Sherbrooke in 13,49 s die Silbermedaille, ehe sie bei den Panamerikanischen Juniorenmeisterschaften in Bridgetown in 13,91 s den vierten Platz belegte. Im Jahr darauf siegte sie in 13,77 s in der U20-Altersklasse bei den CARIFTA Games in Hamilton 2005 verteidigte sie bei den CARIFTA Games in Bacolet in 13,82 s ihren Titel. Anschließend siegte sie in 13,38 s auch bei den Panamerikanischen Juniorenmeisterschaften in Windsor. 2007 begann sie ein Studium an der University of Oklahoma in den Vereinigten Staaten und im Jahr darauf gewann sie bei den U23-NACAC-Meisterschaften in Toluca in 13,51 s die Bronzemedaille hinter den US-Amerikanerinnen Tiffany Porter und Kristi Castlin. 2012 qualifizierte sie sich für die Olympischen Sommerspiele in London, ging dort aber kurzfristig wegen einer Verletzung nicht an den Start. 2015 beendete sie dann ihre aktive sportliche Karriere im Alter von 29 Jahren.

## Persönliche Bestzeiten
- 100 m Hürden: 12,77 s (+1,3 m/s), 1. Juli 2012 in Kingston
  - 60 m Hürden (Halle): 8,21 s, 1. März 2008 in Lincoln